# Requetés
Requetés – nazwa członków monarchistycznych milicji karlistowskich walczących w latach 1936–1939 w wojnie domowej w Hiszpanii po stronie gen. Francisco Franco.
Większość requetés pochodziła z obszaru Nawarry, a także Starej Kastylii, Katalonii i Andaluzji, gdzie karliści (hiszpańscy monarchiści, zrzeszeni we Wspólnocie Tradycjonalistycznej) mieli największe wpływy. Walkę z republikanami traktowali jako religijną krucjatę przeciwko „bezbożnemu komunizmowi”. Wyróżniali się czerwonymi beretami, noszonymi nawet pod hełmem. Hymnem karlistów była pieśń pt. Oriamendi, a hasłem przewodnim Dios, Patria, Fueros, Rey („Bóg, Ojczyzna, Prawa Lokalne, Król”). W ich szeregach było wielu księży i kapelanów wojskowych, odprawiających msze święte i rozdających komunikanty nawet na polu bitwy. Requetés podzieleni byli na tercios (korpusy). Stanowili – obok milicji falangistów i guardias de asalto – najważniejszą spośród ochotniczych nieregularnych formacji zbrojnych walczących po stronie nacjonalistycznej. W początkowym okresie wojny domowej, kiedy siły nacjonalistyczne zajęły jedynie terytorium Maroka Hiszpańskiego, Baleary i Wyspy Kanaryjskie, 60–70-tysięczne nieregularne oddziały requetés podzielone na 41 tercios przejęły na siebie główny ciężar walki z wojskami republikańskimi w kontynentalnej części Hiszpanii, ponosząc bardzo duże straty. Na ich czele stał gen. José Enrique Varela Iglesias, ale – wobec jego szybkiego aresztowania przez republikanów – oddziałami dowodził faktycznie do końca lipca Antonio Lizarza Iribarren, kiedy gen. J.E. Varela Iglesias został odbity z więzienia. Pomiędzy 19 i 24 lipca requetés samodzielnie opanowali Nawarrę, Huescę, Vizcayę i część Starej Kastylii. Jednocześnie krótko po rozpoczęciu rebelii przeciwko lewicowemu rządowi Frontu Ludowego doszło do silnego konfliktu pomiędzy odgrywającym coraz bardziej niezależną rolę politycznym przywódcą karlistów Manuelem Fal Conde i gen. Franco. Tłem była przede wszystkim ostra rywalizacja pomiędzy monarchistyczną Wspólnotą Tradycjonalistyczną i nacjonalistyczną Falangą. W rezultacie wódz karlistów został zmuszony do opuszczenia Hiszpanii. Ostatecznym krokiem pacyfikującym ruch karlistowski było odgórne połączenie 19 kwietnia 1937 r. Wspólnoty Tradycjonalistycznej z Falangą w jedno ugrupowanie polityczne pod nazwą Tradycjonalistyczna Hiszpańska Falanga oraz Rady Frontu Narodowo-Syndykalistycznego. Jednocześnie wojskowe oddziały requetés zostały całkowicie podporządkowane dowództwu wojskowemu nacjonalistów.